# Grand prix du cinéma français
Der Grand prix du cinéma français (deutsch: „Großer Preis des französischen Kinos“) war ein französischer Filmpreis, der von 1934 bis 1984 verliehen wurde und auch unter dem Namen Prix Louis Lumière bekannt war. Die Auszeichnung wurde auf Initiative des Erfinders des Cinématographen, Louis Lumière (1864–1948), und der Société d'encouragement à l'art et à l'industrie (SEAI) ins Leben gerufen und an die beste französische Filmproduktion (auch französische Koproduktionen) des Jahres vergeben. Bis zur letzten Verleihung im Jahr 1984 galt der Grand prix du cinéma français als ältester Filmpreis in Frankreich, ehe er ein Jahr später vom 1975 gegründeten nationalen Filmpreis César verdrängt wurde.

## Preisträger
Unter den Preisträgern fanden sich so bekannte Filmschaffende wie die renommierten Autorenfilmer Jacques Tati, René Clair, Alain Resnais und François Truffaut, sowie François Leterrier, deren Filme je zweimal ausgezeichnet wurden. 1946 wurden mit Georges Rouquiers Farrébique und 1964 mit Jacques-Yves Cousteaus später Oscar-gekrönten Welt ohne Sonne Dokumentarfilme zum besten französischen Film des Jahres gewählt. 1956 setzte sich mit Albert Lamorisses Der rote Ballon (1956) einmalig ein Kurzfilm durch, der sich den Sieg mit Alain Resnais’ Nacht und Nebel (1955) teilte, ebenfalls ein Dokumentarfilm.
| Jahr      | Titel                         | Deutscher Verleihtitel      | Regie                  |                      |
| --------- | ----------------------------- | --------------------------- | ---------------------- | -------------------- |
| 1934      | Maria Chapdelaine             | Menschen im Norden          | Julien Duvivier        |                      |
| 1935      | La Kermesse héroïque          | Die klugen Frauen           | Jacques Feyder         |                      |
| 1936      | L'appel du silence            | nicht bekannt               | Léon Poirier           |                      |
| 1937      | Légions d'honneur             | nicht bekannt               | Maurice Gleize         |                      |
| 1938      | Alerte en Méditerranée        | Die große Entscheidung      | Léo Joannon            |                      |
| 1939–1945 | Preis nicht vergeben          | Preis nicht vergeben        | Preis nicht vergeben   | Preis nicht vergeben |
| 1946      | Farrebique                    | Farrébique                  | Georges Rouquier       |                      |
| 1947      | Monsieur Vincent              | Monsieur Vincent            | Maurice Cloche         |                      |
| 1948      | Les Casse-pieds               | Die Nervensägen             | Jean Dréville          |                      |
| 1949      | Preis nicht vergeben          | Preis nicht vergeben        | Preis nicht vergeben   | Preis nicht vergeben |
| 1950      | Jour de fête                  | Tatis Schützenfest          | Jacques Tati           |                      |
| 1951      | Journal d'un curé de campagne | Tagebuch eines Landpfarrers | Robert Bresson         |                      |
| 1952      | Les belles de nuit            | Die Schönen der Nacht       | René Clair             |                      |
| 1953      | Preis nicht vergeben          | Preis nicht vergeben        | Preis nicht vergeben   | Preis nicht vergeben |
| 1954      | Le blé en herbe               | Erwachende Herzen           | Claude Autant-Lara     |                      |
| 1955      | Les évadés                    | Die Geflüchteten            | Jean-Paul Le Chanois   |                      |
| 1956*     | Le Ballon rouge               | Der rote Ballon             | Albert Lamorisse       |                      |
| 1956*     | Nuit et brouillard            | Nacht und Nebel             | Alain Resnais          |                      |
| 1957      | Porte des Lilas               | Die Mausefalle              | René Clair             |                      |
| 1958      | Les tricheurs                 | Die sich selbst betrügen    | Marcel Carné           |                      |
| 1959      | Les étoiles de midi           | Sterne über dem Montblanc   | Marcel Ichac           |                      |
| 1960      | La vérité                     | Die Wahrheit                | Henri-Georges Clouzot  |                      |
| 1961      | Un taxi pour Tobrouk          | Taxi nach Tobruk            | Denys de La Patellière |                      |
| 1962      | Jusqu'au bout du monde        | Der korsische Sohn          | François Villiers      |                      |
| 1963      | Un roi sans divertissement    | Ein König allein            | François Leterrier     |                      |
| 1964      | Le monde sans soleil          | Welt ohne Sonne             | Jacques-Yves Cousteau  |                      |
| 1965      | Viva Maria!                   | Viva Maria!                 | Louis Malle            |                      |
| 1966      | Les fruits amers              | nicht bekannt               | Jacqueline Audry       |                      |
| 1967      | Vivre pour vivre              | Lebe das Leben              | Claude Lelouch         |                      |
| 1968      | Baisers volés                 | Geraubte Küsse              | François Truffaut      |                      |
| 1969      | Le grand amour                | Wahre Liebe rostet nicht    | Pierre Étaix           |                      |
| 1970      | Mourir d'aimer                | Aus Liebe sterben           | André Cayatte          |                      |
| 1971      | La veuve Couderc              | Der Sträfling und die Witwe | Pierre Granier-Deferre |                      |
| 1972      | César et Rosalie              | César und Rosalie           | Claude Sautet          |                      |
| 1973      | Projection privée             | Privat-Vorstellung          | François Leterrier     |                      |
| 1974      | Parade                        | nicht bekannt               | Jacques Tati           |                      |
| 1975      | L'Histoire d'Adèle H.         | Die Geschichte der Adèle H. | François Truffaut      |                      |
| 1976      | Le désert des Tartares        | Die Tatarenwüste            | Valerio Zurlini        |                      |
| 1977      | Le Crabe-Tambour              | Der Haudegen                | Pierre Schoendoerffer  |                      |
| 1978      | Un papillon sur l'épaule      | Mord in Barcelona           | Jacques Deray          |                      |
| 1979      | I comme Icare                 | I wie Ikarus                | Henri Verneuil         |                      |
| 1980      | Mon Oncle d'Amérique          | Mein Onkel aus Amerika      | Alain Resnais          |                      |
| 1981      | Garde à vue                   | Das Verhör                  | Claude Miller          |                      |
| 1982      | Le beau mariage               | Die schöne Hochzeit         | Éric Rohmer            |                      |
| 1983      | À nos amours                  | Auf das, was wir lieben     | Maurice Pialat         |                      |
| 1984      | Un dimanche à la campagne     | Ein Sonntag auf dem Lande   | Bertrand Tavernier     |                      |

* = 1956 wurden die beiden Gewinnerfilme anstatt mit dem Grand prix du cinéma français mit je einer Goldmedaille ausgezeichnet.